# Harlingen (Teksas)
Harlingen – miasto w Stanach Zjednoczonych, w południowej części stanu Teksas, nad odnogą Rio Grande. Z około 72 tys. mieszkańców, jest drugim co do wielkości miastem hrabstwa Cameron. Należy do obszaru metropolitalnego Brownsville.
W mieście rozwinął się przemysł spożywczy oraz petrochemiczny.